# Scatiu

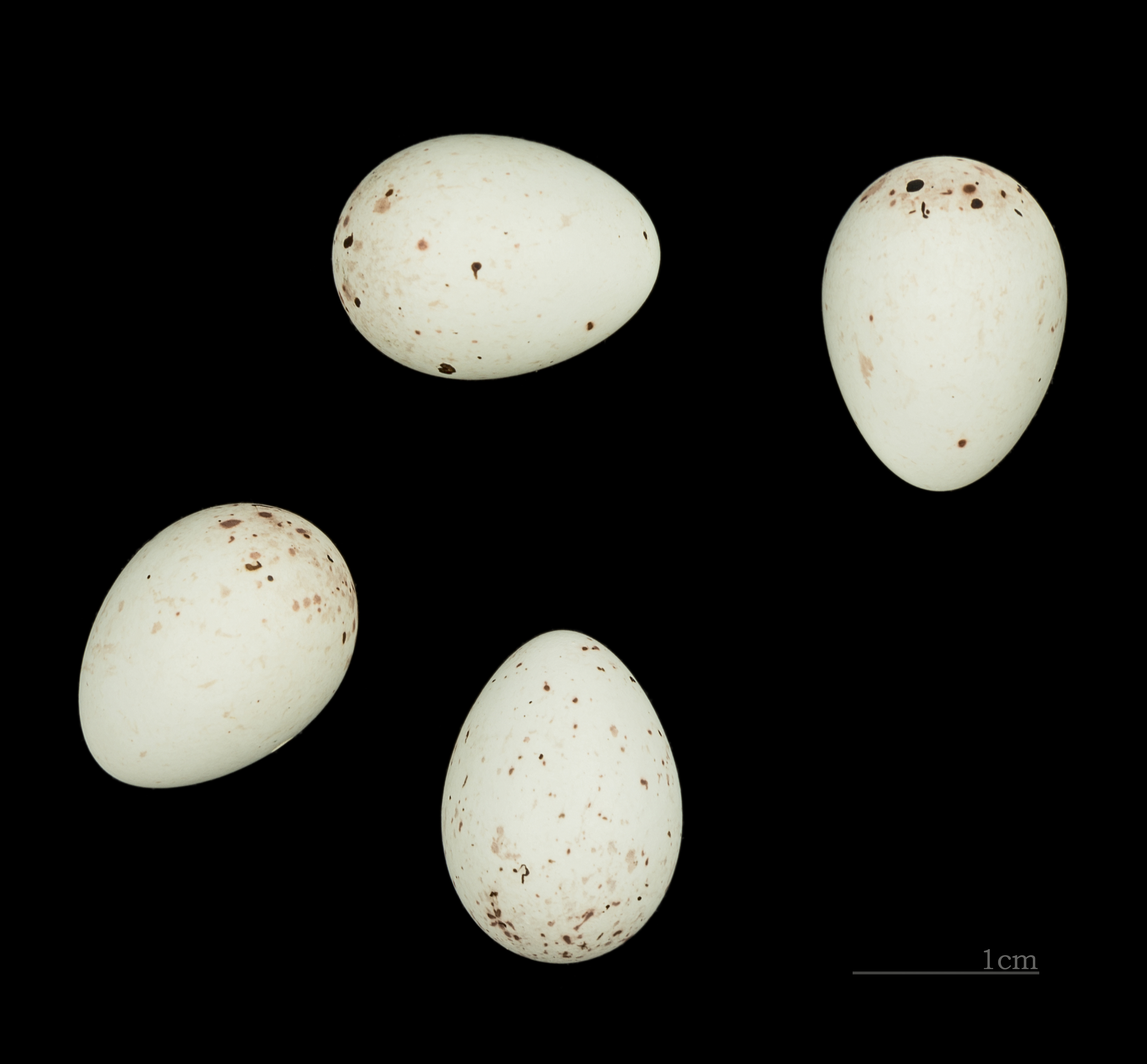
Carduelis spinus

Scatiul (Spinus spinus, sin. Carduelis spinus) este o pasăre de talie mică (12 cm) din familia sticleților (Fringillidae).

## Răspândire morfologie
In România este reprezentatul cel mai mic al familiei, având cuibul în regiunea coniferelor sau foioaselor din munții Carpați. Ei sunt răspândiți în toată Europa cu excepția Islandei. Trăiesc de asemenea și în Asia de Nord și Asia de Est ca și în Orientul Apropiat și Orientul Mijlociu.
Scatiul prezintă un dimorfism sexual, masculul având penajul de culoare verde, creștetul capului negru, iar aripile și partea inferioară a corpului galbene. Femela este de culoare spălăcită având pântecul alb. De regulă cuibul este amplasat spre vârful crengilor și este mascat cu licheni. Femela depune prin luna mai 4 - 5 ouă mici de culoare alb-albăstruie, punctate roșcat. Puii eclozează la circa 12 - 13 zile, fiind depuse ouă de 2 - 3 ori pe sezon. Toamna scatiii din munți sau cei sosiți din regiunile nordice din Scandinavia coboară în căutare de hrană în regiunile mai joase. Păsările iernează în Europa Occidentală și Europa de Sud. Scatiii se hrănesc cu semințe și uneori cu insecte.